# Creu d'Honor 1914-1918
La Creu d'Honor 1914-1918 (alemany:Ehrenkreuz 1914-1918), també coneguda com a "Creu d'Honor de la Guerra Mundial 1914-1918" (Ehrenkreuz des Weltkrieges 1914-1918) o "Creu Hindenburg" (en honor del seu creador) és una medalla commemorativa de la I Guerra Mundial creada pel Mariscal Paul von Hindenburg, en la seva qualitat de Reichspräsident el 13 de juliol del 1934. Era atorgada pel servei a la Primera Guerra Mundial, i podia ser atorgada en 3 versions:
- Creu d'Honor per Combatents (Ehrenkreuz für Frontkämpfer) - pels soldats que van lluitar al front.
- Creu d'Honor per Participants en la Guerra (Ehrenkreuz für Kriegsteilnehmer) - pels soldats no combatents
- Creu d'Honor per Parents (Ehrenkreuz für Hinterbliebene) - pels parents dels soldats caiguts

Va reemplaçar moltes medalles no-oficials dels veterans, que ja no podrien ser lluïdes. Totes les condecoracions dels Freikorps, excepte l'Àliga de Silèsia i la Creu del Bàltic, van desaparèixer.
Va ser l'única condecoració creada durant el Tercer Reich per commemorar un fet passat, i per tal de fer enorgullir als veterans de guerra.
Era atorgada amb un certificat acreditatiu.
També podien optar a ella tots aquells membres de l'Exèrcit Imperial que havien perdut la seva nacionalitat alemanya després del Tractat de Versalles. A mesura que el III Reich s'anava expandint pel Sarre, Danzig, Àustria, Txecoslovàquia i el Districte de Memel, tots aquells que podien optar per la medalla la van rebre; i al maig de 1942 es va expandir per cobrir a tots aquells membres dels Aliats dels alemanys i dels austríacs que havien participat en el conflicte.
Es va atorgar a 6.202.883 antics combatents, 1.120.449 no combatents, a 345.132 viudes i 373.950 pares (aquestes xifres són les atorgades l'1 de febrer del 1937).

## Disseny
Dissenyada per Eugene Goted, era una creu de Malta de bronze, similar a la Creu de Ferro, però més petita.
- Classe Combatents: Al centre hi ha una corona de llorer, amb una cinta a la part inferior. A dins hi ha els anys de la Gran Guerra "1914-1918", un damunt de l'altre. Entre els braços de la creu hi ha dues espases creuades. 
 Penja d'una cinta dels següents colors: negre/blanc/negre/vermell/negre/blanc/negre. Quan només es llueix el galó, porta al damunt dues espases creuades.
- Classe No Combatents: No llueix les espases, i la corona de llorer passa a ser de fulles de roure. Fa servir el mateix galó que la classe combatents, però també sense les espases.
- Classe Parents: La creu és igual que la classe no combatents, però amb un acabat en negre, i els s'inverteixen els colors de la cinta (blanc/negre/blanc/vermell/blanc/negre/blanc)

En totes les classes el revers és llis.